# شون غراي
شون غراي (بالإنجليزية: Sean Gray)‏ هو كاتب سيناريو بريطاني، ولد في 15 يونيو 1983.

## وصلات خارجية
- شون غراي على موقع IMDb (الإنجليزية)
- شون غراي على موقع قاعدة بيانات الفيلم (الإنجليزية)
- شون غراي على موقع كينوبويسك (الروسية)